# The Defenders (tv-serie)
The Defenders er en amerikansk netfjernsynserie udviklet for Netflix af Douglas Petrie og Marco Ramirez, baseret på en tegneserie af Marvel Comics og fire andre netfjernsynsserier: Daredevil, Jessica Jones, Luke Cage og Iron Fist. Hovedrollerne spilles af Charlie Cox, Krysten Ritter, Mike Colter og Finn Jones. Andre centrale roller spilles af Sigourney Weaver, Élodie Yung, Simone Missick, Deborah Ann Woll, Elden Henson, Carrie-Anne Moss, Scott Glenn, Rachael Taylor, Rosario Dawson og Jessica Henwick.

## Medvirkende
- Charlie Cox – Matt Murdock / Daredevil
- Krysten Ritter – Jessica Jones
- Mike Colter – Luke Cage
- Finn Jones –  Danny Rand / Iron Fist
- Élodie Yung – Elektra Natchios
- Sigourney Weaver –  Alexandra
- Scott Glenn – Stick
- Rosario Dawson – Claire Temple
- Eka Darville – Malcolm Ducasse
- Deborah Ann Woll – Karen Page
- Elden Henson – Foggy Nelson
- Carrie-Anne Moss – Jeri Hogarth
- Rachael Taylor – Trish Walker
- Simone Missick – Misty Knight
- Jessica Henwick – Colleen Wing